# Эпиграф

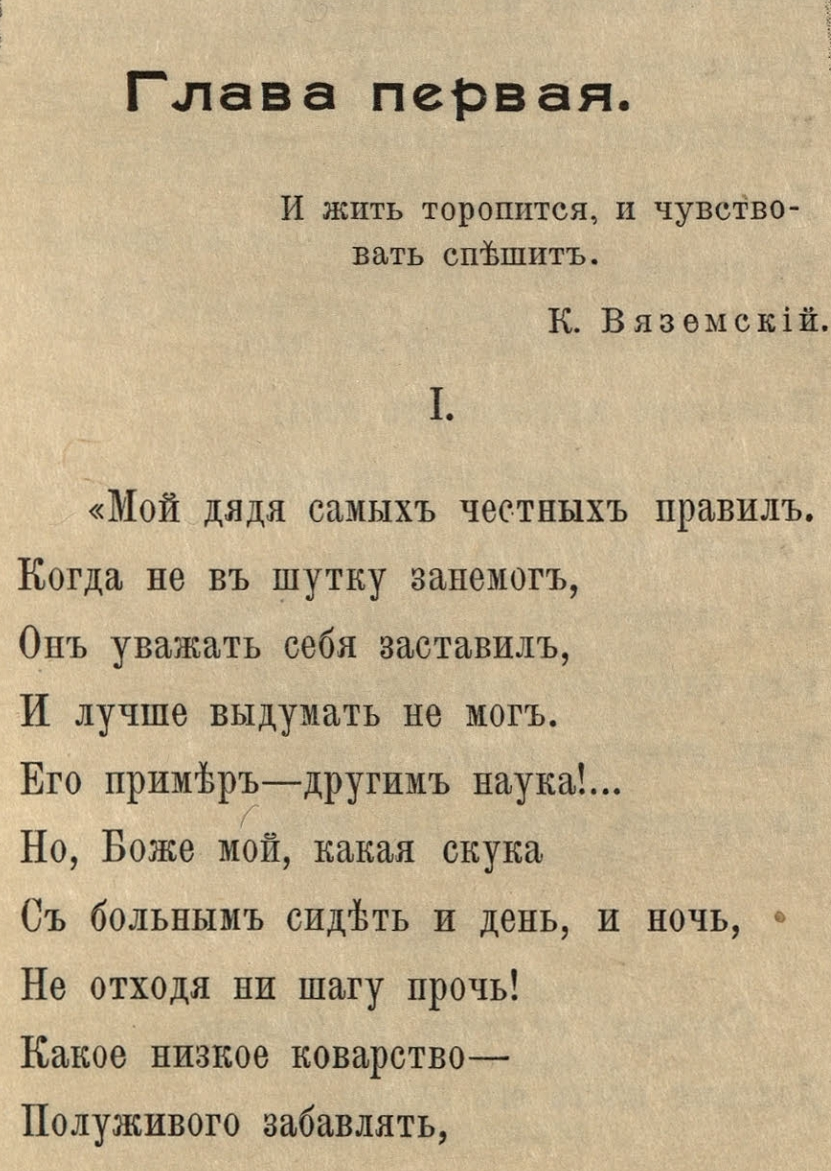
Эпиграф к первой главе «Евгения Онегина» А. С. Пушкина

Эпи́граф (от др.-греч. ἐπι-γρᾰφή — «надпись» ← ἐπι — «на, сверх» + γράφω — «пишу») — это фрагмент текста, помещённый перед началом произведения или его части (после названия) и отделённый от основного текста графически (шрифтом, отбивкой) и структурно (поскольку противопоставлен основному тексту). Чаще всего в функции эпиграфа выступает цитата, авторство которой обычно указывается здесь же (хотя может и не указываться — особенно если оно широко известно). Основные задачи эпиграфа — включение в произведение элемента диалогичности: эпиграф предлагает читателю прочесть последующий текст в свете сформулированной в эпиграфе мысли, на фоне произведения, из которого эпиграф заимствован, или в свете сочинений автора эпиграфа.
Эпиграфы широко используются во всех жанрах литературы и кинематографа, также применяются в либретто и печатных изданиях музыкальных произведений. В зависимости от литературных и общественных настроений, эпиграфы входили в моду, становились манерой, выходили из употребления, потом воскресали. Так, в первой половине XIX века ими зачастую пользовались для выражения начитанности и умения применить чужую мысль в новом смысле.

## Наиболее известные эпиграфы
Среди наиболее известных эпиграфов Энциклопедия Брокгауза и Ефрона перечисляет следующие:
- к «Духу законов» Монтескьё: «Prolem sine matre creatam»
- к «Естественной истории» Бюффона — «Naturam amplectimur omnem»
- эпиграфы-девизы Руссо («Vitam impendere vero») и Бернардена де Сен-Пьера («Miseris succurrere disco»)
- ко второй главе «Евгения Онегина» — «О, rus. О, Русь»
- к «Ревизору» Гоголя — «Неча на зеркало пенять, коли рожа крива»
- к «Анне Карениной» Льва Толстого — «Мне отомщение и Аз воздам»
- к «Фаусту» Тургенева — «Entbehren sollst du, sollst entbehren»
- к «Братьям Карамазовым» Достоевского: «Истинно, истинно говорю вам: если зерно, падши в землю, не умрёт, то останется одно, а если умрёт, то принесёт много плода»
- к газете «Колокол» Герцена: «Vivos voco, mortuos plango, fulgura frango»

## Особые эпиграфы

### Автоэпиграфы
Иногда встречаются автоэпиграфы — цитаты, принадлежащие основному автору сочинения; такие автоэпиграфы могут быть подлинными (взятыми из более раннего сочинения того же автора) или мнимыми (сочинёнными одновременно с основным текстом). Примеры эпиграфов с вымышленными цитатами из «Ещё один великолепный МИФ» Роберта Асприна:
- Одна из радостей путешествия — возможность посетить новые города и познакомиться с новыми людьми. Чингисхан.
- Брак — предприятие пожизненное, к нему надо подходить с заботой и осторожностью. Синяя Борода.
- Когда сходятся старые друзья, всё прочее тускнеет, теряя всякое значение. Война, Голод, Мор и Смерть.
- Тщательное планирование — ключ к безопасному и быстрому путешествию. Одиссей.
- Жизнь полна всевозможных сюрпризов. Пандорра.
- Во времена кризиса самое главное — не потерять голову. Мария Антуанетта.

### Ипографы
Иногда аналог эпиграфа помещается не перед, а после произведения. Общепринятого названия у такой цитаты нет. Писатель Юрий Нестеренко предложил называть ее «ипограф» (от греч. υπό — «под»).

### Квазиэпиграфы
Иногда в позиции эпиграфа (то есть между названием и основным текстом) употребляется не цитата, а какой-то иной короткий текстовый фрагмент (например, указание на то или иное историческое событие), — такой квазиэпиграф близок к подзаголовку.